# Talegalla fuscirostris
Il tacchino di boscaglia becconero, megapodio becconero, talegalla becconero, talegalla della Nuova Guinea o tacchino australiano dal becco nero (Talegalla fuscirostris Salvadori, 1877) è un uccello galliforme della famiglia Megapodiidae.